# Sistema Brasileiro de Televisão
Sistema Brasileiro de Televisão (Sistema televisivo brasiliano), noto con l'acronimo SBT, è un canale televisivo brasiliano. Ha la sua sede principale a Osasco e i suoi studios a San Paolo. Il suo logo è ispirato a quello della ABC.

## Storia
Il canale ha avviato le proprie trasmissioni nel 1981 dopo che Silvio Santos, produttore indipendente di programmi televisivi e attuale proprietario, rilevò alcuni canali affiliati alla defunta Rede Tupi. Per oltre venti anni la SBT è stato il secondo canale brasiliano per ascolti, dietro TV Globo, ma nel febbraio 2007 è stato superato da RecordTV, ed è attualmente al terzo posto. 

## Programmazione di SBT

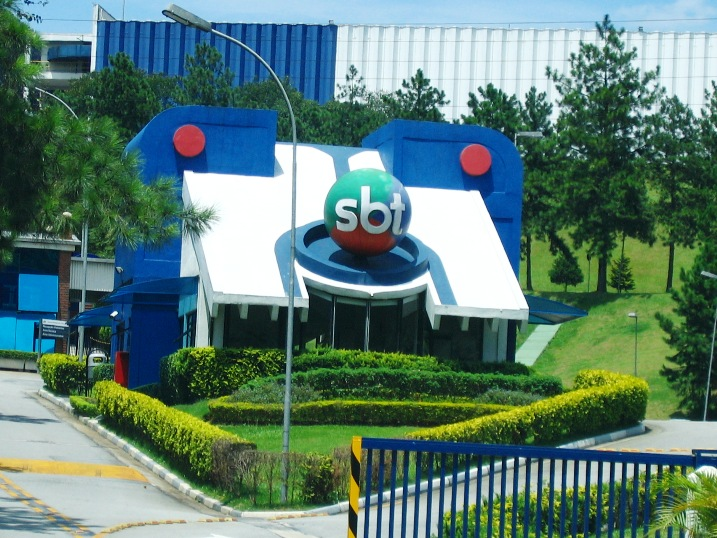
La sede di SBT.

Buona parte della programmazione generalista attuale di SBT è dedicata a bambini e adolescenti, fattore che lo rende il canale preferito per il pubblico più giovane, anche più della dominante Rede Globo. Nel 1998, SBT ha trasmesso uno dei blocchi di trasmissioni per ragazzi più lunghi di sempre, insieme a TV Cultura: le trasmissioni per ragazzi infatti cominciarono alle 7:00 con Sessão Desenho, un contenitore di cartoni animati, e terminarono alle 21:00, con la puntata finale della telenovela per ragazzi Chiquititas. SBT ha pubblicizzato ampiamente questo palinsesto, battezzato SBT Kids, un totale di quattordici ore al giorno dedicate ai ragazzi.
Mentre molte televisioni brasiliane si fondano per la maggior parte della loro programmazione su produzioni nazionali, la SBT dipende fortemente dall'importazione, soprattutto messicana e statunitense. Per più di venti anni la sitcom El Chavo del Ocho (nota in Brasile come Chaves) è stata una delle trasmissioni più viste del canale. SBT ha anche un contratto in esclusiva con Time Warner per la messa in onda di tutti i suoi film e telefilm più altri programmi.
Per molto tempo, le telenovele messicane sono state una delle principali caratteristiche di SBT, soprattutto durante gli anni novanta, quando raggiunsero il loro picco in Brasile grazie a titoli come Carrusel, La usurpadora, Libera di amare, Luz Clarita, e la trilogia di grande successo (María Mercedes, Marimar e María la del Barrio). In confronto alle edulcorate telenovele brasiliane, quelle messicane sono spesso considerate di cattivo gusto ed eccessive, ma nonostante ciò negli anni novanta conobbero una grande popolarità in Brasile. In anni recenti sono stati prodotti  remake brasiliani di quelle telenovele messicane, benché non abbiano riscosso sempre il favore del pubblico.
La SBT trasmise anche produzioni argentine (come La donna del mistero, Chiquititas, Lalola e Perla nera) e produzioni venezuelane (come Angelito, Kassandra e Topazio).
SBT è detentrice di alcuni format internazionali come Supernanny (SOS Tata), Qual é o seu Talento? (America's Got Talent) successivamente passata al network concorrente Rede Record, Roda a Roda Jequiti (La ruota della fortuna), Deal or No Deal (Affari tuoi), Esse artista sou eu (Tale e quale show).
Tra il 1991 e il 1992 la SBT trasmise Cocktail, l'edizione brasiliana di Colpo Grosso, il programma nonostante avesse avuto degli ascolti alti, fu cancellato a causa della pressione dei gruppi religiosi e anche perché poteva essere visto anche da minorenni. Nel 1997 il canale acquistò un altro format italiano, Non è la Rai, producendone una versione locale, intitolata Fantasia, trasmessa dal 1997 al 2000 e nuovamente dal 2007 al 2008.

### Informazione e notiziari
Dell'informazione se ne occupano i telegiornali nazionali, diffusi dalle varie stazioni del segnale, oltre che dei notiziari regionali diffusi dalle varie stazioni locali.

### Sport
I campionati di calcio sudamericani ed europei.

### Telenovele
Cinque telenovele: tre produzioni proprie (1 inedita e 2 repliche) e due messicane (1 inedita e 1 replica).

### Cartoni animati
I cartoni animati vengono trasmessi il sabato mattina.

### Talk Show
Viene trasmesso dal lunedì al venerdì dopo mezzanotte.

### Reality
I reality vengono trasmessi il sabato sera.

### Film
Ci sono due programmazioni di film: una trasmessa il martedì sera e l'altra il sabato pomeriggio.

### Serie
Le serie vengono trasmesse la domenica dopo il tradizionale programma brasiliano "Programa Silvio Santos".

### Varietà
Programmi comici, programmi destinati al pubblico teen, podcasts, ecc.

### Speciali
Copertura giornalistica del carnevale brasiliano, Teleton Brasile e premiazione annuale dei programmi televisivi e delle canzoni del Brasile.